# Vijayapuri
Vijayapuri è una suddivisione dell'India, classificata come census town, di 6.455 abitanti, situata nel distretto di Erode, nello stato federato del Tamil Nadu. In base al numero di abitanti la città rientra nella classe V (da 5.000 a 9.999 persone).

## Geografia fisica
La città è situata a 11° 13' 60 N e 77° 30' 0 E e ha un'altitudine di 302 m s.l.m..

## Società

### Evoluzione demografica
Al censimento del 2001 la popolazione di Vijayapuri assommava a 6.455 persone, delle quali 3.361 maschi e 3.094 femmine. I bambini di età inferiore o uguale ai sei anni assommavano a 651, dei quali 347 maschi e 304 femmine. Infine, coloro che erano in grado di saper almeno leggere e scrivere erano 4.370, dei quali 2.557 maschi e 1.813 femmine.